# Lilou Wadoux
Lilou Wadoux–Ducellier (ur. 10 kwietnia 2001 w Amiens) – francuska zawodniczka startująca w wyścigach samochodowych. Jest pierwszą kobietą zatrudnioną przez Ferrari Competizioni GT w roli kierowcy fabrycznego.

## Życiorys

### Początki ścigania
Ściganie rozpoczęła w wieku 14 lat od kartingu. Mając 15 lat testowała wyścigową wersję Peugeota 206. W tym samym roku życia kupiła wyścigowego Peugeota 208. W 2017 i 2018 roku ścigała się w serii Peugeot 208 Racing Cup.
W 2019 roku Wadoux startowała Peugeotem 308 TCR w TCR Europe Touring Car Series. Podczas pierwszego wyścigu na Circuit de Spa-Francorchamps jej auto zostało uderzone przez innego zawodnika co doprowadziło do dachowania i koziołkowania. Samochód nie nadawał się do naprawy i nastolatka potrzebowała dwieście tysięcy euro na zakup nowego. Środków nie znalazła i zmuszona była do rezygnacji ze startów w dalszej części sezonu. W 2019 roku wystartowała też w finałowej rundzie sezonu Renault Clio Cup France na Circuit Paul Ricard i w drugim wyścigu stanęła na podium.

### Alpine Elf Europa Cup
W 2020 roku Wadoux rozpoczęła ściganie w Alpine Elf Europa Cup za kierownicą Alpine A110. Łącznie zdobyła ona 65 punktów dzięki czemu uplasowała się na siódmym miejscu w klasyfikacji kierowców.
Francuzka kontynuowała starty w tej serii w roku 2021. Na przestrzeni sezonu osiem razy stanęła na podium i wygrała jeden wyścig. Zdobyła łącznie 156 punktów co w klasyfikacji kierowców dało jej trzecie miejsce.
W 2021 roku zawodniczka wystartowała też w wyścigu serii Porsche Sprint Challenge France na torze Circuit de la Sarthe. W kwalifikacjach zdobyła pole position z przewagą trzech sekund nad drugim zawodnikiem, a wyścig wygrała prowadząc od startu do mety.

### Wyścigi długodystansowe

#### FIA World Endurance Championship

##### 2021
W listopadzie 2021 roku Wadoux wzięła udział w posezonowym teście w Bahrajnie na zaproszenie zespołu LMP2 Richard Mille Racing Team.

##### 2022
Zespół Richard Mille Racing Team ogłosił, że w jego składzie na sezon 2022 FIA World Endurance Championship będą Wadoux, Charles Milesi i Sébastien Ogier. Po wyścigu Le Mans Ogier zrezygnował ze startów i zastąpił go Paul-Loup Chatin. Wadoux i Milesi w ciągu sezonu zdobyli 30 punktów co dało im dwunaste miejsce w klasyfikacji kierowców LMP2. Załoga #1 Richard Mille Racing uplasowała się na dziewiątym miejscu klasyfikacji zespołów LMP2.
We wrześniu ogłoszono, że Wadoux poprowadzi pojazd klasy Hypercar na posezonowym teście w Bahrajnie. W sesji porannej Wadoux przejechała 33 okrążenia Toyotą GR010 Hybrid. Zasiadając za kierownicą Toyoty stała się pierwszą kobietą, która kierowała autem klasy Hypercar oraz pierwszą kobietą od Vaniny Ickx w 2011, która poprowadziła prototyp najwyższej kategorii wyścigów długodystansowych. W sesji popołudniowej Lilou Wadoux testowała Ferrari 488 GTE zespołu AF Corse.

##### 2023
W styczniu Ferrari Competizioni GT ogłosiło, że Wadoux została zatrudniona na posadę kierowcy fabrycznego, przez co stała się pierwszą kobietą w historii Ferrari w tej roli. Ferrari przedstawiło też jej program wyścigowy – starty w kategorii LMGTE Am serii FIA World Endurance Championship w załodze #83 Richard Mille AF Corse. Jej partnerami zespołowymi zostali Luís Pérez Companc oraz inny kierowca fabryczny Ferrari, Alessio Rovera.

## Wyniki

### FIA World Endurance Championship
| Sezon | Zespół                    | Klasa    | Samochód            | Silnik                        | Wyniki w poszczególnych rundach | Wyniki w poszczególnych rundach | Wyniki w poszczególnych rundach | Wyniki w poszczególnych rundach | Wyniki w poszczególnych rundach | Wyniki w poszczególnych rundach | Wyniki w poszczególnych rundach | Pozycja | Punkty | Źródło |
| ----- | ------------------------- | -------- | ------------------- | ----------------------------- | ------------------------------- | ------------------------------- | ------------------------------- | ------------------------------- | ------------------------------- | ------------------------------- | ------------------------------- | ------- | ------ | ------ |
| 2022  | Richard Mille Racing Team | LMP2     | Oreca 07            | Gibson GK428 4.2 L V8         | SEB                             | SPA                             | LMS                             | MNZ                             | FUJ                             | BAH                             |                                 | 12      | 30     | [ 14 ] |
| 2022  | Richard Mille Racing Team | LMP2     | Oreca 07            | Gibson GK428 4.2 L V8         | 12                              | 8                               | 6                               | 14                              | 8                               | 8                               |                                 | 12      | 30     | [ 14 ] |
| 2023  | Richard Mille AF Corse    | LMGTE Am | Ferrari 488 GTE Evo | Ferrari F154CB 3.9 L Turbo V8 | SEB                             | POR                             | SPA                             | LMS                             | MON                             | FUJ                             | BHR                             | 2*      | 43*    | [ 19 ] |
| 2023  | Richard Mille AF Corse    | LMGTE Am | Ferrari 488 GTE Evo | Ferrari F154CB 3.9 L Turbo V8 | NS                              | 2                               | 1                               |                                 |                                 |                                 |                                 | 2*      | 43*    | [ 19 ] |

### 24h Le Mans
| Rok  | Zespół                    | Partnerzy                      | Samochód        | Klasa | Okr. | Poz. gen. | Poz. kl. | Źródło |
| ---- | ------------------------- | ------------------------------ | --------------- | ----- | ---- | --------- | -------- | ------ |
| 2022 | Richard Mille Racing Team | Charles Milesi Sébastien Ogier | Oreca 07–Gibson | LMP2  | 366  | 13        | 9        | [ 20 ] |